# Stenoloba ferrimacula
Stenoloba ferrimacula är en fjärilsart som beskrevs av George Francis Hampson 1906. Stenoloba ferrimacula ingår i släktet Stenoloba och familjen nattflyn. Inga underarter finns listade i Catalogue of Life.